# دهستان جوزم
دهستان جوزم نام دهستانی در بخش دهج شهرستان شهربابک، استان کرمان در ایران است. براساس سرشماری مرکز آمار ایران در سال ۱۳۸۵، جمعیت آن ۱۰۶۵۹ نفر (۲۲۵۶ خانوار) بوده‌است.